# MRTニュース Next
『MRTニュース Next』（エムアールティーニュース ネクスト）は、宮崎放送（MRTテレビ）で平日夕方に放送されていたローカルワイドニュース番組である。TBSの『Nスタ』とともに2010年3月29日放送開始。MRTのローカルワイドニュース番組としては4代目にあたる。
『MRTニュースワイド』時代から行われていた動画配信も続けられているが、ファイルフォーマットはFlash Videoに変更され、過去5日分を視聴できるようになった。天気予報は基本的に外部からの中継となった。
2012年4月7日からは、本番組の土曜版としてそれまで18:50から放送していた『MRTニュース』をリニューアルした『MRTニュース サタデーNext』（エムアールティーニュース サタデーネクスト）も開始した。なお、『報道特集』内の首都圏ローカルニュースパートは差し替え無しにそのまま放送していた。
2016年9月25日をもって土曜版の『MRTニュース サタデーNext』は放送終了。次番組は『報道LIVE トコトン』。
2021年3月27日をもって平日版も終了し、11年の歴史に幕を下ろした。次番組は放送枠を拡大した『Check!』。

## 放送時間
いずれもJST。
- 月曜 - 金曜 18:15 - 18:55（MRTニュース Next）
- 土曜 17:00 - 17:30（MRTニュース サタデーNext）※現在は終了。

## 出演者

### MRTニュース Next
特記のない人物は出演当時を含めMRTアナウンサー（後述の野田を除く）。

#### メインキャスター
- 三浦功将（月曜・火曜・水曜 → 月曜 - 金曜）
- 加藤沙知（水曜・木曜・金曜 → 月曜 - 金曜 → 月曜・火曜・水曜 → 月曜 - 金曜）

#### サブキャスター
- 宮本佳奈

#### スポーツキャスター
- 長瀬真希
- 上室夏鈴

#### お天気キャスター
- 野田俊一郎（気象予報士、月曜 - 金曜）

## 過去の出演者

### メインキャスター
- 菊野理沙（木曜・金曜、2013年から2014年まで1年間担当）
- 粉川真一（前身の番組を含め2007年4月 - 2015年9月まで、歴代最長の8年半担当）
- 川島恵（月曜・火曜・水曜 → 月曜・火曜）
- 伊賀透浩（月曜・火曜 → 木曜・金曜）※2014年7月1日より。出演当初は報道部ニュースデスク・記者、現在は報道部長。
- 古屋敷沙耶（木曜・金曜）

### MRTニュース サタデーNext
- 加藤沙知
- 関知子
- 伊賀透浩

### スポーツキャスター
- 内田智之（現：福島放送契約アナウンサー）
- 榎木まい（2010年7月まで 現：SUN-TVアナウンサー）
- 椎木麻衣（現：大分朝日放送アナウンサー）
- 政所智子
- 浜地やよい
- 三好玲奈
- 柴田有佳里
- 村山耕一
- 岡野唯
- 坂本奈都美

### お天気キャスター
- 河野あさこ（2013年3月30日まで）
- 小島拓